# Liste der Naturdenkmale in Lingen
Die Liste der Naturdenkmale in Lingen enthält die Naturdenkmale in der Stadt Lingen (Ems) in Niedersachsen.
Am 31. Dezember 2015 waren laut der Übersicht des Niedersächsischen Landesbetriebs für Wasserwirtschaft, Küsten- und Naturschutz in der Stadt Lingen (Ems) 13 Naturdenkmale verordnet. Die für Naturdenkmale zuständige untere Naturschutzbehörde ist bei der Stadt Lingen (Ems) zu finden.

## Naturdenkmale
| Bild                          | Bezeichnung                   | Ort, Lage | Beschreibung                                              | Schutzzweck | Nummer         |
| ----------------------------- | ----------------------------- | --- | --------------------------------------------------------- | ----------- | -------------- |
| BW                            | 3 Ilexbäume                   | links der Straße nach Mühlengraben, hinter dem Heuerhaus des Bauern Fleming (52° 32′ 19,7″ N, 7° 17′ 36,2″ O) |                                                           |             | ND-LIN-S 00001 |
| BW                            | 1 Eiche                       | am Esch beim Gut Sprick (52° 26′ 57,1″ N, 7° 21′ 44,6″ O)                                                     |                                                           |             | ND-LIN-S 00002 |
| BW                            | 6 Eiben                       | im Gutsgarten beim Gut Sprick (52° 26′ 55″ N, 7° 21′ 30,2″ O)                                                 |                                                           |             | ND-LIN-S 00003 |
| BW                            | 29 Buchen                     | an der Westseite des Biener Busches, entlang der Ems (52° 34′ 24,6″ N, 7° 15′ 27″ O)                          |                                                           |             | ND-LIN-S 00004 |
| BW                            | 1 Steingrab                   | in der Mitte des Jagen 137 (52° 29′ 11,4″ N, 7° 22′ 21,7″ O)                                                  |                                                           |             | ND-LIN-S 00005 |
| mehr Fotos \| Fotos hochladen | Mickelmeer                    | links des Weges von Münningbüren nach Kötteringe (52° 30′ 0″ N, 7° 26′ 23,3″ O)                               |                                                           |             | ND-LIN-S 00006 |
| BW                            | 1 Findling                    | im Laxtener Sand, südlich der Kiesgrube (52° 30′ 4,3″ N, 7° 20′ 20,4″ O)                                      |                                                           |             | ND-LIN-S 00007 |
| BW                            | 5 Hügelgräber                 | Estringen (52° 28′ 32,9″ N, 7° 22′ 19,6″ O)                                                                   |                                                           |             | ND-LIN-S 00008 |
| BW                            | Wallhecke mit Königsfarn      | Lingen-Brockhausen (52° 32′ 13,9″ N, 7° 23′ 8,2″ O)                                                           |                                                           |             | ND-LIN-S 00009 |
| BW                            | Wallhecke mit Königsfarn      | Altenlingen (52° 32′ 33,4″ N, 7° 17′ 49,6″ O)                                                                 |                                                           |             | ND-LIN-S 00010 |
| BW                            | Ilexhecke bei Biene           | Biene (52° 34′ 33,2″ N, 7° 17′ 13,2″ O)                                                                       | Als ND-EL-97 vom Landkreis Emsland unter Schutz gestellt  |             | ND LIN-S 00011 |
| BW                            | Sumpffläche am Kiebitz        | Wachendorf (52° 32′ 38″ N, 7° 15′ 50,4″ O)                                                                    | Als ND-EL-105 vom Landkreis Emsland unter Schutz gestellt |             | ND LIN-S 00012 |
| BW                            | Orchideenwiese im Biener Feld | Biene (52° 34′ 46″ N, 7° 19′ 9,8″ O)                                                                          | Als ND-EL-107 vom Landkreis Emsland unter Schutz gestellt |             | ND LIN-S 00013 |